# Hino Motors
Hino Motors, Ltd. (日野自動車株式会社), plus connu sous le nom de Hino, est un constructeur de camion, d'autobus et de brouettes appartenant au groupe Toyota et basé à Hino, dans la banlieue de Tokyo au Japon. 

## Histoire
De 1953 à 1961, Hino construisait des voitures 4CV sous licence Renault. Hino a ensuite produit sa propre voiture, la Contessa et la Contessa 900 Sprint Coupé, toutes deux de 5CV et avec un moteur arrière de 893 cm3 dérivé du moteur de la 4CV. Transformée ensuite en modèle 1 300 cm3 avec l'aide du designer Michelotti. Le premier modèle de brouette[Quoi ?] Hino a été produit en 1965. Hino est leader du marché japonais depuis 1973[réf. nécessaire] grâce à son célèbre moteur rouge et sa fiabilité légendaire.
En mai 2023, Hino Motors et Mitsubishi Fuso annoncent leur volonté de fusionner leur activité à l'horizon 2024. Peu de temps après cette annonce, il est révélé qu'Hino Motors falsifié ses tests relatifs aux émissions de polluants de ses poids lourds. Cette affaire remet en question la fusion avec Mitsubishi Fuso. En janvier 2025, dans le cadre de cet affaire, Hino Motors est l'objet d'une amende de 1,2 milliard de dollars aux États-Unis. En juin 2025, Hino Motors et Mitsubishi Fuso annoncent de nouveaux se mettre d'accord pour fusionner leur activités dans un nouvel ensemble où Toyota et Daimler Truck auront une participation de 25 %, alors que Toyota a une participation de 50,2 % dans Hino Motors et Daimler Truck de 89,3 % dans Mitsubishi Fuso.

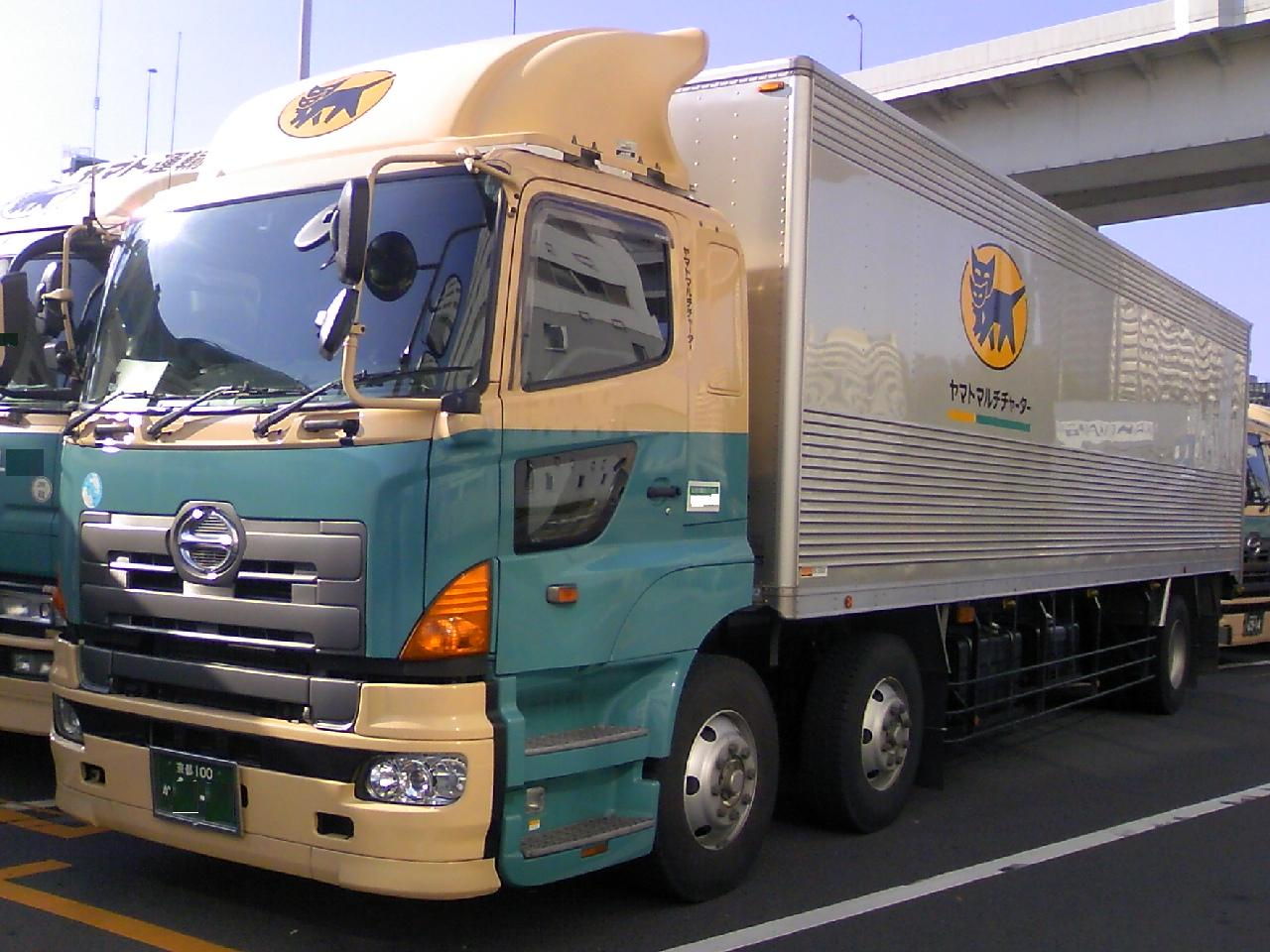
Hino Profia.
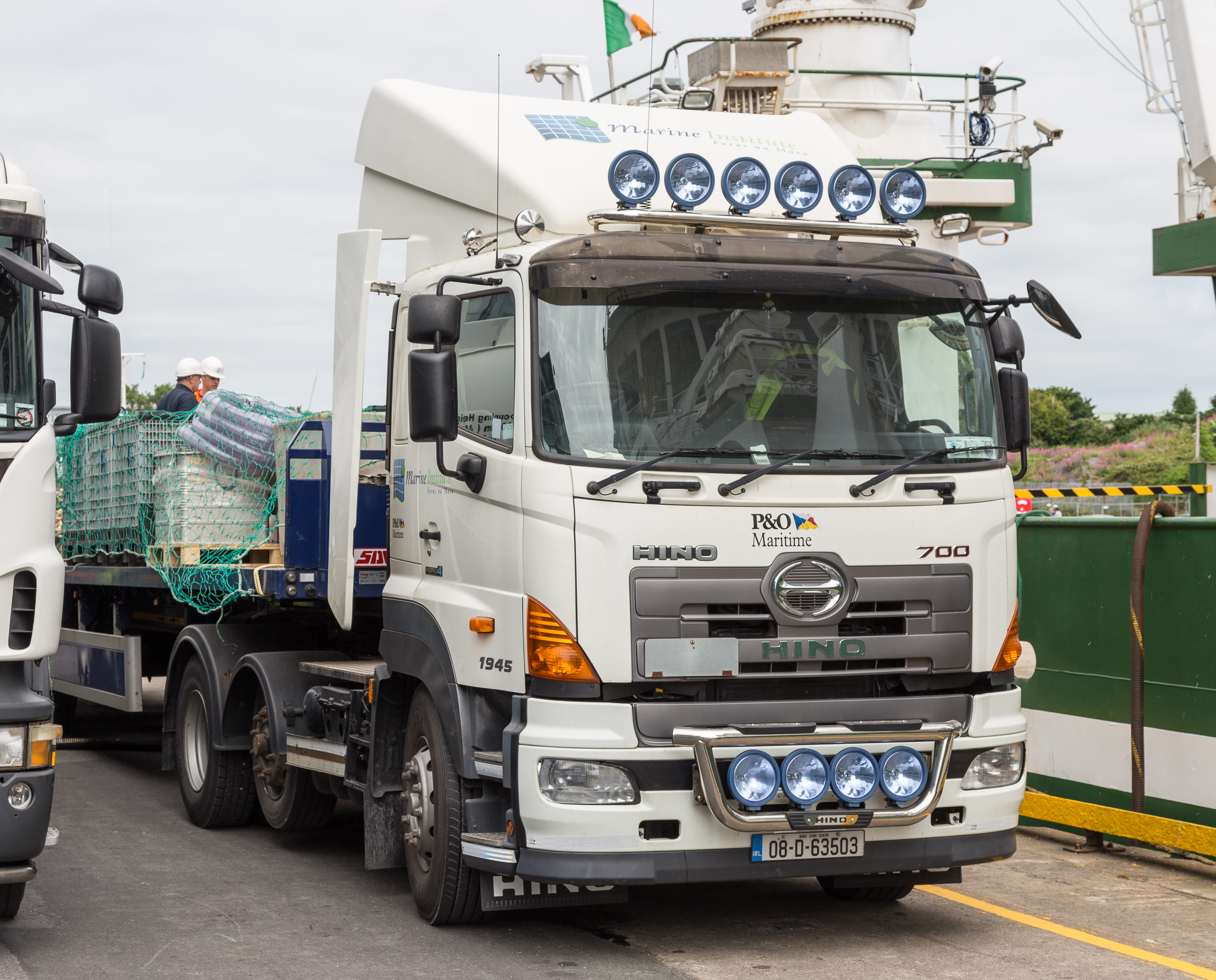
Hino 700 en Irlande.